# Economia de la República d'Irlanda
L'economia de la República d'Irlanda és moderna, relativament petita, depenent del comerç i amb taxes robustes mitjanes de creixement del 10% durant el període 1995-2000. L'agricultura, abans el sector més important, avui dia és molt petita en comparació amb la indústria, que representa el 46% del PIB, 80% de les exportacions, i el 29% de l'ocupació laboral. Encara que les exportacions són el motor principal del creixement robust irlandès, l'economia també es beneficia de l'increment en la despesa del consumidor i la recuperació de la inversió en la construcció i els negocis. La taxa anual d'inflació el 2005 va ser del 2,3%, inferior a les taxes acostumades del 4 i 5%. La inflació en el preu de l'habitatge ha estat una preocupació econòmica important (el preu mitjà d'una casa va ser 251.281 € el febrer, 2005). La taxa d'atur és molt baixa, i els salaris s'han incrementat ràpidament a l'una dels costos de vida. Dublín, la capital de la nació, va ser catalogada com la 22a en cost de vida mundial. Irlanda ocupa el segon lloc en PIB per capita de la Unió Europea darrere de Luxemburg, i el quart més alt del món.
L'estat que es coneix avui com la República d'Irlanda es va separar del Regne Unit el 1922. L'estat va sofrir de pobresa i emigració fins al 1990. Aquesta dècada va ser el començament de l'èxit econòmic sense precedents, en un fenomen que s'ha anomenat el "Tigre Celta". Durant l'última dècada, el govern irlandès ha implementat una sèrie de programes econòmics amb la intenció de reduir la inflació, alleugerir els impostos, reduir les despeses governamentals com a percentatge del PIB, incrementar la productivitat laboral i promoure la inversió estrangera. La República d'Irlanda es va unir a la zona euro el gener, 1999 amb 10 nacions més europees. L'economia va sentir l'impacte de la desacceleració econòmica mundial el 2001 principalment en el sector de les exportacions d'alta tecnologia. El creixement del PIB, però, continua sent excepcionalment alt en termes internacionals, am buna mitjana del 6% el 2001-2002 i 4% esperat pel 2006. El creixement de la Renda Nacional Bruta (RNB), però, no ha crescut com el PIB, i va ser afectat greument el 2001.